# 俠盜獵車手V
《俠盜獵車手V》是由Rockstar North开发，并由Rockstar Games于2013年發行的开放世界動作冒險遊戲。其为繼2008年的《俠盜獵車手IV》之后，《俠盜獵車手系列》游戏的第七个主要作品以及总第十五部作品。本作故事以美国南加利福尼亚州为原型，设定在位于圣安地列斯州的虚构城市洛圣都（Los Santos，以洛杉矶为原型）及周边的郊区，讲述了三位主角——退休的银行抢劫犯麦克·迪圣塔（内德·卢克饰）、街头黑帮富兰克林·克林顿（肖恩·丰泰诺饰）以及反社会的毒贩和飞行员崔佛·菲利普（史蒂文·奥格饰）合作实施抢劫，并对付敌对的政府机构和犯罪分子的故事。
玩家可通过第一人称或第三人称视角控制主角在游戏地图内自由探索和互动，故事模式中玩家还可在三人間切換操控。游戏的剧情和任务以抢劫行动为核心，同时涉及射击、载具驾驶等多种玩法。遊戲的線上多人模式《俠盜獵車手Online》在故事模式基础上独立出来，最多可容纳30名玩家在单个战局内互相竞争和合作。
本作于《俠盜獵車手IV》发布前后开始开发，开发人员从公司先前的游戏中汲取灵感，延续了前作的风格，并在其核心内容上加以创新。本作于2013年9月17日在PlayStation 3和Xbox 360上首发；2014年11月在PlayStation 4和Xbox One上发布；2015年4月在Windows上发布；2022年3月在PlayStation 5和Xbox Series X/S上发布。
本作发行前即引起广泛的关注，并在发布后取得了巨大的成功，凭借对剧情、角色和开放世界等的设计而广受赞誉，但也因对暴力、酷刑和女性角色的描绘而受到争议。其发行首日收入8亿美元，前三天销售额共10亿美元，成為歷史上銷售最快的娛樂性產品。本作也被认为是第七和第八世代游戏机时期最重要的游戏之一和有史以来最好的电子游戏之一。截至2024年初，本作全球销量达2亿份，累计收入超过90亿美元，是有史以来第二畅销的电子游戏。其继作《俠盜獵車手VI》计划于2026年5月26日首發。

## 遊戲設定
《俠盜獵車手V》是一款開放世界動作冒險遊戲，玩家可以第一人称或第三人称视角游玩，通过操控角色完成任务以推动故事剧情向前发展。随着故事的进展，玩家可在游戏中解锁更多的互动内容。而本作的玩法比前作拥有更高的自由度，玩家能作出更多的选择以影响游戏叙事，比如可自由选择抢劫任务的方案和队员，即剧情和玩法非线性化。
本作的地图也比所有前作都大得多，主要由南边的都市洛圣都和北边的郊区组成，其中洛圣都以洛杉矶为蓝本建造。除做任务外，玩家一开始就可通过奔跑、跳跃、游泳、驾驶载具等方式在地图内自由漫游和探索。为了适应地图的大小，游戏还引入了前作没有的固定翼飞机等载具。玩家还可在游戏地图内参与一些特定场景的活动，如看电影、参加体育运动、定制角色外观等。每个角色都有一部智能手机，用于联系他人、辅助任务和访问游戏内互联网。玩家可在互联网内购房、买车、进行股票交易等。
玩家可以使用拳腳、刀枪、炸彈等与敌人战斗。遊戲也提供了自動瞄準和躲避系統（通過利用掩體，蹲下和翻滾減少傷害）。角色若受傷，静止时生命值將自動恢復到中點，线上模式中玩家还可通过吃零食提升生命值。当角色生命值耗尽并死亡后，其会在医院门口重生。

### 通缉系统

警察正在拦截受通缉玩家的车辆并向其射击，右上角显示此时通缉等级为三星

若玩家在游戏内实行违法行为，可能会被警察通缉。通緝等級由屏幕右上角的五角星展示，共一星到五星五個等級。一星时警察会试图逮捕玩家，二星及以上时则会试图将其杀死，星级越高警方追捕力度则越大，参与的人员和装备也越多。玩家逃離警方視線範圍後，表示通緝等级的五角星閃爍，一段時間内玩家再未被發現则取消通緝。被通緝時改裝車輛或躲進安全屋也可避開警察。

### 角色系统
單人模式中，玩家分別扮演麥可·迪圣塔、富蘭克林·克林顿和崔佛·菲利普，他們的故事隨任務進展逐漸关联交织。有些任務僅由一人完成，有些则需要在多名主角中切換。玩家可以通过屏幕右下方的方位羅盤切换角色。如果角色处于危险之中并需要帮助，他的头像将闪烁红色；如果角色具有战略优势，则闪烁白色。
三位主角都各有七項基础技能，如体力、射擊、駕駛、飞行等，其中每个主角都有一个特长技能（如崔佛擅长飞行），技能随遊戲進行可不断提升。此外，每个主角还有一项特殊技能：麥可能在戰鬥中進入子彈時間，富蘭克林在駕駛時可以減慢時間，而崔佛則可在戰鬥中提升攻擊力並减少自己受到的傷害。使用技能时状态栏的特殊技能条会减少。

### 线上模式
本作的在线多人模式《侠盗猎车手Online》与故事模式同步开发，但拥有不同的剧情设定和任务。最多30名玩家可在同一个战局的不同任务中合作或竞争，还可组成帮会一起完成差事，游戏内的创作者工具也允许玩家自定义竞速和死斗等的规则和参数

## 劇情
2004年，麥可·湯利、崔佛·菲利普和布萊德·施奈德在北扬克顿的鲁登道夫策畫了一場拙劣的银行劫案，以麥可和布萊德中彈身亡，崔佛逃之夭夭而告終。九年後，詐死的麥可在洛聖都以新名字「麥可·迪聖塔」再度出現，並和家人過著富有的生活，他與聯邦調查局（FIB） 探員戴夫·諾頓達成了一項秘密協議以不被逮捕。城市的另一邊，黑幫混混富蘭克林·克林頓為一名汽車經銷商工作，並在試圖强行收回麥克兒子的車時偶遇麥可，兩人随后结为好友。之后麥可发现妻子和其網球教練偷情，他和富蘭克林追赶教練并摧毀了其藏身的豪宅。豪宅真正的主人毒梟馬丁·瑪德拉索要求麦克賠償，使其不得不重操舊業，並招募富蘭克林作為帮手。在麦克的一名老朋友——殘疾人黑客萊斯特·克瑞斯特的幫助下，他們成功地搶劫了一家珠寶店以償還債務。與此同時，居住在郊区的崔佛得知這起搶劫并意識到這是麥可的杰作，而他曾以為麥可已被FIB杀死。不久后崔佛在城中找到麦克并与他团聚，迫使其接受他回到自己的生活中。
隨著時間的推移，主角們都遇到了麻烦。麥可的犯罪行為促使家人离开了他，他成为电影制片人后，又与亿万富翁德温·維斯頓發生衝突。后者试图关闭麦克所在的工作室，麦克之后挫败了德温的计划并无意中杀死其助理，致使其恨在心。崔佛为了巩固自己的企业在布萊恩郡黑市的地位，与失落摩托帮、私人軍事公司梅利威瑟、冰毒製造商歐尼爾兄弟、三合會老大陳偉等针锋相对。富蘭克林则必須從投敵巴勒幫的恶友史崔奇手中解救好兄弟拉瑪·戴維斯，并在麥可跟崔佛的帮助下死里逃生。
由於麦克違反協議再次抢劫，戴夫和他的上級史蒂夫·海因斯以此为筹码胁迫主角們展开一系列行動以对抗國際事務局（IAA） 。他們襲擊了一支为IAA运送資金的車隊，並在佩立托灣洗劫了一家銀行以賺取资金，还从IAA實驗室偷走一种化學武器。为了打消政府对自己的疑虑，史蒂夫要求麥可從FIB伺服器中刪除对他不利的證據，麥可也趁機抹去了有關他的数据。
與家人和好後，麦克和好友们计划最后大干一票：搶劫聯合儲蓄银行的四吨黃金。然而，崔佛之后發現布萊德並沒有像麦克所说被監禁，而是在北揚克頓被殺並被埋在麥可的墓里，他意识到这是个阴谋且自己被欺骗。崔佛随后在被陳偉的手下發現後逃脫，而麦克则遭到活捉。儘管富蘭克林救出麥可，崔佛對麦可的憤怒也不可避免地引起團隊內的摩擦。与此同时，史蒂夫背叛了麥可和戴夫，他們陷入了FIB、IAA和梅利威瑟之間的武力对峙，最后麥可和戴夫在崔佛的帮助下逃出。
在富兰克林救出好友拉玛后，史蒂夫和戴夫找到富兰克林，他们认为崔佛是个累赘，并指示富兰克林要找机会干掉崔佛；成功抢劫联合储蓄后，德温也想与其合作報復麥可。最後的結局由富蘭克林決定：為了FIB殺死崔佛、為了德温殺死麥可、或是联合起来拯救两人。如果富蘭克林選擇前两者，幸存的那個人將會與他斷絕联系；如果选择第三种，三人組將抵禦FIB和梅利威瑟的猛攻，然後分别殺死陳偉、史崔奇、史蒂夫和德温，麥可會在事後與崔佛和好，三位主角也会保持著友誼。

## 開發
Rockstar North在2008年《俠盜獵車手IV》發售前后就著手進行《俠盜獵車手V》 的開發，Rockstar North核心团队和Rockstar Games全球工作室员工等共千余人参与开发。Rockstar开发的游戏引擎RAGE引擎还为此进行大改，以增强其渲染能力，并由Euphoria和Bullet两款软件处理额外的动画和渲染任务。专业人士估计游戏联合开发和市场营销的预算超过2.65亿美元，是当时制作成本最昂贵的游戏。
由於开发团队对PlayStation 3和Xbox 360的硬件设施越来越熟悉，《俠盜獵車手V》的画面描绘比前作更为细致。藝術監製亞倫·蓋博特（Aaron Garbut）曾表示，雖然PlayStation 3和Xbox 360过时的硬件已有些令人厭倦，但是「（本作）最令人驚艷的特色之一是我们處理光影的方式，即使在受限制的硬體上也能呈現出更为真實光影效果」。副總裁丹·浩瑟（Dan Houser）對這個說法表示认可，他也表示當初在这两种硬體上開發《俠盜獵車手IV》有些困難，但「現在我們知道硬體的能力了，因此開發進行得更順利也更有趣」。
设计开放世界和渲染效果占据了游戏早期的大部分开发工作，也是对技术要求最高的。开发團隊認為《俠盜獵車手：聖安地列斯》中三座城市設定过于充满野心，造成遊戲無法真實反應理想的城市設計，计划专注于构建一座完整的城市。游戏地图以美国南加州及洛杉矶为蓝本，开发团队为此实地考察了整个地区，并拍下25万张照片和数小时的视频用作研究，团队还借助洛杉矶在谷歌地图上的投影设计洛圣都的交通网络。为准确地还原洛洛圣都的人口分布，开發商还查阅了洛杉矶的人口普查数据并观看了有关该城市的纪录片。
为了创新《侠盗猎车手系列》的核心结构，团队一开始的设计目标就是让玩家同时控制三个角色而不是一个。该构思早在开发《侠盗猎车手：圣安地列斯》时就已提出，但受当时硬件的限制而未能实现。2009年开发的《侠盗猎车手 IV》的章节扩展包含了两个新主角，团队想让接下来的《侠盗猎车手V》基于可自由操控的三个主角。团队因此认为本作是公司众多作品理念的继承者（如《侠盗猎车手IV》、《荒野大镖客：救赎》、《马克思·佩恩3》等），即在前作的基础上不断改善游戏机制。团队亦改进了游戏的射击机制和躲避系统，还重新设计了驾驶机制以解决《侠盗猎车手IV》中车辆的难以控制的问题。
经过试镜，内德·卢克、肖恩·丰泰诺和史蒂文·奥格被选中分别饰演麦克·迪圣塔、富兰克林·克林顿和崔佛·菲利普。三人不仅为角色配音，还提供面部表情和肢体动作的表演，所有这些元素都通过动作捕捉技术同时录制。除角色在载具内的对话在录音室里录制的，其余情况下角色的一举一动都是演员们真实的表演。

## 营销和发行
2011年10月25日，Rockstar Games於其官方网站首度宣佈《俠盜獵車手V》的存在，公布了游戏的標誌，并在其Twitter账户添加「#GTAV」的标签。11月2日，其发布了游戏的首个预告片，該预告片显示游戏的场景设定在洛聖都和周邊的鄉鎮和山丘。公告发布后引起游戏业界的广泛期待，主要是由于《俠盜獵車手系列》游戏蕴含的文化意义。2012年7月25日，Rockstar Games在問答会中公布了遊戲的一些細節和兩張遊戲截圖，10月11日又發表了三張截圖。10月24日，Rockstar Games正式公布了遊戲的第一張藝術圖，名為病蟲害防治（Pest Control），是第一部預告片的其中一個場景。
2012年10月30日，Rockstar Games正式宣佈此遊戲將於2013年第一季度登录PlayStation 3和Xbox 360平台，但也表示暫時還沒有關於个人电脑版本的相關資訊。11月5日，遊戲正式預售。为刺激预售量，Rockstar与多家零售网站合作提供有额外游戏功能的特别版，还通过建立一个虚构的宗教网站“埃普西隆计划”实行病毒式营销。11月14日，Rockstar Games正式公布了第二部預告片。
2013年2月1日，Rockstar Games宣佈遊戲的发布日期因開發工程延误至同年9月17日。4月30日，其發布了與三位主角有關的第三部預告片。7月9日，其發布最新的遊戲片段。8月9日，其宣佈此遊戲的PlayStation 3北美版、亞洲版與Xbox 360國際版將會支持繁体中文，四年后游戏的PC版本加入了对简体中文的支持，使得《侠盗猎车手V》成为Rockstar Games首款同时支持繁体和简体中文的游戏。2013年8月15日，Rockstar Games發佈了第二部遊戲片段，該片段主要介紹線上遊戲模式。同月30日，其發佈了第四部遊戲預告片。9月13日游戏被提前泄露出去，因此有玩家提前獲得Xbox版的《侠盗猎车手V》。同月17日，游戏正式在PlayStation 3和Xbox 360平台上发行。三天后，官方宣布其销售额已超越10亿美元。

### 增强版本

PlayStation 4（左）和PlayStation 3（右）版本的游戏截图比较。与初始版本相比，增强版本有着更远的渲染距离和更精细的纹理

2014年的电子娱乐展（E3）上，本作重制版被宣布将于2014年下半年上线Windows、PlayStation 4和Xbox One平台。重制版拥有更远的渲染距离、更精细的纹理细节、更繁忙的交通、更真实的天气效果、新的野生动物和植被、全新的第一人称视角等，且初始版本的游戏进度可以同步。PlayStation 4和Xbox One版本于2014年11月18日发布，而PC版本则最后延期至2015年4月14日。PC版允许玩家在4K及更高分辨率的画质下以每秒60帧的帧率游玩，还另设有Rockstar编辑器，让玩家能够自创游戏场景并编辑所录制的游戏视频。
2020年的PlayStation 5發布會上，Rockstar Games宣布遊戲的又一增强版將於2022年3月15日登陆PlayStation 5和Xbox Series X/S平台，带来游戏技术层面的增强和性能上的优化，本作亦成為橫跨三個游戏机世代的遊戲。但该增强版本的预告片和正式版发布后却遭到了不少负面评价，玩家们对增强版本缺乏新意表示不满。
2025年3月5日，《GTA 5》增強版上架Steam 平台，增強版支持光线追踪、AMD FSR1、FSR3 以及 NVIDIA DLSS 3 。

### 線上模式
《俠盜獵車手Online》於2013年10月1日上線，比《俠盜獵車手V》的正式發售日期晚兩周。許多玩家報告在加載屏幕期間出現連接困難和遊戲凍結的問題，于是Rockstar Games於10月5日發布了一個技術補丁以解決這些問題，但在问题仍然存在，且一些玩家称其角色进度重置了。另一個技術補丁於10月10日发布并解決了這些問題， Rockstar Games还为所有线上玩家提供了$500,000（遊戲內貨幣）作為補償。 由於上線后廣泛的技術問題，許多評論家對《俠盜獵車手Online》的體驗表示失望，但也認為其不受限制的开放世界和实时更新的游戏内容是具有優勢的。《俠盜獵車手Online》发布后仍定期进行更新，以增加新的遊戲功能或扩充游戏内容。在2024年9月19日發布的个人电脑線上遊戲版本1.0.3323.0加入BattlEye反作弊功能。

## 反响
| 汇总媒体   | 得分   |
| ---------- | ------ |
| Metacritic | 97/100 |

| 媒体          | 得分    |
| ------------- | ------- |
| Edge          | 10/10   |
| Eurogamer     | 9/10    |
| Game Informer | 9.75/10 |
| GameSpot      | 9/10    |
| IGN           | 10/10   |
| Joystiq       | [ 109 ] |
| Play          | 97/100  |
| The Escapist  | [ 111 ] |

《俠盜獵車手V》上市後隨即獲得眾多遊戲媒體一致的好評，根據評論聚合網站Metacritic，本作的PlayStation 3和Xbox 360版本都獲得97/100的分數。其故事、人物、表現手法和開放世界的遊戲均獲得相當高的評價。不少評分媒體均給予此遊戲幾乎滿分或滿分的最高榮譽。
本作也在商業上獲得極大成功，在上市後的24小時內，《俠盜獵車手V》為發行商Take Two帶來了超過8億美元的收入，相當於賣出約1,300萬套，打破了《決勝時刻：黑色行動2》5億美元的首日銷售額記錄。這個銷售數字超過了之前許多分析家預測的一倍以上。發佈後三天，《俠盜獵車手V》已創下10億美元的銷售額記錄，也打破了《決勝時刻：黑色行動2》過了15日就超越10億美元銷售額的銷售記錄。
大多數的評論讚揚遊戲中在角色之間切換的要素成功擴大了動作場面的規模，並能讓玩者更自由的探索遊戲世界。《Game Informer》雜誌的麥特·柏茲（Matt Bertz）認為許多任務中可切換操縱不同角色的設計讓槍戰過程的節奏更快，能讓玩者持續「處於動作場面中最刺激的部分」。Eurogamer的汤姆·布拉姆韦尔（Tom Bramwell）則指出角色切換能讓玩者將不同主角安排在不同的戰略位置，採取更具戰略性的方式來完成任務，與過往的《俠盜獵車手》遊戲相比「標準射擊位置大幅減少了」。IGN的克薩·麥唐諾（Keza McDonald）同意布拉姆韦尔的觀點，她也認為向玩者提供多位角色能避免任務過程變的「公式化」，讓玩者能自行選擇如何進行動作場面。《Edge》雜誌的編輯更進一步讚揚角色切換功能讓玩者無需花費長時間來駕駛至任務的起始點，可直接切換至離起始點較近的角色來執行任務。
“重磅炸彈”的傑夫·傑斯特曼（Jeff Gerstmann）认为受人欢迎的搶劫任務，背離了系列的典型的任務結構。Eurogamer的布拉姆韦尔感觉抢劫像是“事先安排好的重磅炸弹”。GameSpot的卡罗琳·佩蒂特（Carolyn Petit）称1995年电影《盗火线》的风格影响到设计。Joystiq的席亚福·德·马托斯（Xav de Matos）认为创造性和有條不紊的方式是值得鼓勵的。Polygon的克里斯·普蘭特（Chris Plante）將搶劫任務中角色的快速切换，比作“玩家擔任剪輯師的電影編劇，能在任何時候快速切換至有趣的視角。”《电脑与电子游戏》的安迪·凯利（Andy Kelly）認為遊戲任務的整體設計，比前作的護送跑腿更為多樣化。
開放世界設計亦是一大優點，有人稱讚遊戲將洛杉磯的地理，精简成精心设计的城市空间。GameTrailers的布兰登·琼斯（Brandon Jones）认为对洛杉矶的模拟真实，感受到开放世界“充满发言权和个性”。《Edge》则直接赞扬图像的逼真和无加载過場。《Play》还赞扬了描绘距离、天气系统和照明系统。IGN和PlayStation官方杂志认为洛圣都比前作《侠盗猎车手IV》的自由城更优秀。Xbox官方杂志的米克尔·里帕雷斯（Mikel Reparez）认为洛圣都超越“灰暗且粗糙”的自由城。许多人将地图视作对当地美国文化的讽刺。OPM的乔尔·格雷戈里（Joel Gregory）认为“社会的严厉评论，当然是前沿和正确的。”
声效设计也是卖点。Destructoid的吉姆·斯特林（Jim Sterling）称其“无懈可击”，并盛赞演员的表演、原创配乐和授权音乐。IGN和大炸弹还赞扬授权音乐的挑选，原创配乐提高任务的戏剧张力。Gamespot的佩蒂特称配乐“将更电影化的味道转接到人物中”。《Edge》表示，授权音乐增强城市“已经显著的空间感”，而原创配乐更是提升游戏的氛围。他们总结出游戏是“Rockstar过去十年中钻演出游戏音乐份量的纲要”。
玩家們发现，陆上载具的反应比起前作更灵敏更容易控制。「汽车在有正确的重量的同時保留高速行驶的敏捷性」，Game Informer的布雷特玆如此說明。除了车辆的操控，众多评论家还指出射击机制比前作更严格，但Destructoid的斯特林认为，尽管自动瞄准有所改善，但仍“颠簸和不可靠”，遭削减的躲避机制“过时而不实用。”有些评论家认为不断解决了中期任务添加检查点的问题。”
剧情和角色——尤其是崔佛的评价不一。有人认为剧情比以往的Rockstar游戏写得要差，并列举出《侠盗猎车手IV》和《碧血狂殺》的剧情强项。其他评论家认为，多个主角的个性对比鲜明，使叙事节奏更为紧密。GamesRadar的霍兰德·库珀（Hollander Cooper），游戏抵消以往故事的不一致，单角色会导致道德混乱。GameSpot的佩蒂特认为崔佛是“极为可怕的病态角色”。布拉姆韦尔发现崔佛“肤浅得难以服众”，认为他的怪癖伤害到叙事，盖过了麦可·富兰克林的角色发展。Joystiq的马托斯指责主角缺乏好感度，认为麦克和崔佛间的矛盾是剧情机器，两人的冲突卷入“看似无休止的循环”。《The Escapist》的格雷格·铁托（Greg Tito）难以将角色的情绪联系到一起，皆因他们行事贪婪，缺乏道德感，玩家没有理由支持他们。

### 重制版
| 汇总媒体             | 得分                                                              |
| -------------------- | ----------------------------------------------------------------- |
| Metacritic           | (PS4) 97/100 (XONE) 97/100 (PC) 96/100 (PS5) 81/100 (XSXS) 79/100 |
| OpenCritic（推荐率） | 92%                                                               |

| 媒体           | 得分    |
| -------------- | ------- |
| Game Informer  | 9.75/10 |
| GameSpot       | 9/10    |
| IGN            | 10/10   |
| PC Gamer美国   | 92%     |
| VideoGamer.com | 10/10   |

《侠盗猎车手V》的重製版同样受到了好评。它是Metacritic上评分最高的PlayStation 4和Xbox One游戏，与Rockstar的《荒野大镖客：救赎2》并列，且也是PC游戏中评分第二高的，与其他几款游戏并列。
Game Informer认为第一人称视角的增加是系列的“又一次重大突破”，类似于《侠盗猎车手III》从俯视视角转向第三人称的变革。 GameSpot发现在第一人称视角下，游戏的暴力场面更加引人注目，使他反思了道德和角色动机。 VideoGamer.com认为玩家感觉自己是世界的一部分，而不仅仅是“附在漂浮摄像机上的枪支”。 在IGN看来，第一人称视角有助于沉浸感，创造了一种“令人惊讶的不同体验”。 VideoGamer.com赞扬了第一人称动画中的“微妙细节”，比如玩家在摩托车转弯时的相机倾斜，或者飞机座舱中的导航仪器。 评论员们发现第一人称视角下游戏更加困难， 但Game Informer更喜欢这种挑战。
GameSpot认为改进的图形和空间抗锯齿使得开放世界“更加壮观”。他们表示在第一人称视角下，“一切看起来都更大更令人印象深刻”。IGN更喜欢PlayStation 4版本的图形胜过Xbox One，但认为两台主机都呈现出良好的游戏效果，并且基本保持了稳定的帧率。 他们赞扬PC版本提供的增加的帧率和图形选项。 VideoGamer.com称赞了控制台版本的帧率如此稳定，以至于“几乎难以置信”， 尽管GameSpot提到偶尔的帧率下降。 他们认为PC版本让玩家“目睹Rockstar令人钦佩的手工艺”的全部范围，但注意到它“保留了其上一代根源的痕迹......带有简单的几何结构”。 VideoGamer.com称赞了Rockstar Editor在PC上的易用性，但批评了一些限制和摄像机角度的限制。 IGN赞赏PC版本的可定制控制，而GameSpot则认为在“获得最佳体验”时需要不断在鼠标和键盘之间切换。 PC Gamer称这款游戏是系列中“最美丽、最宽广、最慷慨”的。
在游戏的多人模式中，IGN报告了比赛中的低玩家数量、大厅中的长等待时间、服务器断连和偶发的崩溃。他们写道："正因为如此，我不能强烈推荐...仅仅是多人模式(PvP)的体验"。 。据他们说，"只是进行PvP直到合作任务定期到来的枯燥过程" 已经消失，新手可能会觉得多人模式令人愉快且平衡。然而，他们提到了频繁的服务器断开连接，尤其是在加载屏幕期间。 GameSpot认为在线模式很有趣，但由于其开放式和狂热的玩法而"仍然缺乏方向"。 Game Informer报告称，在扩展的火战和赛车中几乎没有延迟或问题。
PlayStation 5和Xbox Series版本收到了评论家的温和回应，他们对一个陈旧标题的新版本的价值提出了质疑。虽然改进的视觉保真度受到了好评，评论家普遍认为核心游戏玩法、叙事和角色模型过时。Hardcore Gamer认为缺乏新内容使得难以向PlayStation 4和Xbox One玩家推荐升级。 GamingBolt对视觉增强持漠不关心态度，但赞扬了对在线新手的增加的可访问性。Jeuxvideo.com认为该版本提供了最高级的主机体验，并突出了图形和加载时间的改进。 Push Square批评了过时的幽默感，但认为视觉和技术的增强给这个"阳光明媚的沙盒注入了新的生机"。

### 在线版本
| 汇总媒体     | 得分                                   |
| ------------ | -------------------------------------- |
| GameRankings | Xbox 360：82%                          |
| Metacritic   | PlayStation 3：83/100 Xbox 360：80/100 |

| 媒体           | 得分                                     |
| -------------- | ---------------------------------------- |
| Destructoid    | 7/10 (8 October 2013)                    |
| GameSpot       | 6/10 (5 May 2014) 7/10 (11 October 2013) |
| VideoGamer.com | 9/10 (25 October 2013)                   |
| Digital Spy    | (17 October 2013)                        |
| GRY-OnLine     | 7.5/10 (11 October 2013)                 |

游戏上市两周后，《侠盗猎车手Online》于2013年10月1日正式上线。有许多玩家称伺服器和Social Club（社交俱乐部）网页服务难以连接，玩早期任务读档时会卡住。10月5日，Rockstar就相关问题发布技术补丁。玩家用真实货币购买游戏内容的內購系统，因安全故障暂停服务。上线第二周，问题依然存在，有些玩家称角色进度条消失了。10月10日，第二个技术补丁发布，玩家遇到多人游戏头像不能更换的问题。为补偿玩家，Rockstar共向全部线上玩家提供50万美元（遊戲內貨幣）。Rockstar母公司Take-Two Interactive表示，截至2014年2月，70%的网上登录玩家玩《侠盗猎车手Online》，而游戏中的微收费系统，是自游戏上线以来，公司数字收入的最大贡献者，不過也有不少玩家認為就是因為這個微交易系統營收的獲利造成本來要做的單機DLC擴充內容被取代開發成為線上模式內容，而對於喜歡想要更多單機故事內容的玩家來說是種不友善，因為線上模式的部分遊戲內容單機沒有方法可以玩到，製作團隊開發重心的轉移間接影響單機玩家在故事模式能遊玩到的內容。
游戏一上线就存在很多问题，以至于许多评论家哀叹自己的游戏体验。《Destructoid》的克里斯·卡特批评“上线乱来”，认为Rockstar应延迟游戏上线。IGN的麦克唐纳认为她起初在《Online》的游玩是“灾难性的”。《数字间谍》的利亚姆·马丁则通报了角色数据丢失的故障。尽管普遍称赞体验范畴，但他认为在线版上线前的期望，被技术问题所辜负，从而给人留下深刻印象。角色创造系统遭到评论家们的吐槽，他们认为该系统只会制造没有吸引力的头像。IGN的麦克唐纳称角色进度是“上瘾的节奏”，热衷于某些工作任务，最终变得乏味。Gamespot的佩蒂特同意麦克唐纳的观点：“起初，你的任务选项以死亡赛中平淡的最后一支队伍为主。”然而，评论家普遍认可在线版在开放式探索和动态内容上的实力。VldeoGamer.com的乔恩·丹顿极为狂热的写道，“无穷”的游戏弥补了技术问题。
線上模式在1.14更新便開始了不少破壞遊戲公平性的問題，例如無敵狀態，每一次更新將問題解決後，又會有其他問題出現。

### 销售
发行仅24小时，游戏就在全球卖出1121万份，收益超8亿美元，比分析师的预期数字几乎翻了一番。发行第三天，销售额已超过十亿美元，成为史上销售最快的娱乐产品。发行仅六周，Rockstar向游戏零售商出货2900万份，超过《侠盗猎车手IV》的生命周期销量。2013年10月7日，游戏在PlayStation商店的数字发行版最为畅销，打破《最后生还者》的记录，但销售数字并未透露。10月8日有7项吉尼斯世界纪录被打破：24小时内最畅销电子游戏、24小时内最畅销动作冒险游戏、24小时内收益最高的游戏、利润增至10亿最快的娱乐属性、24小时内收入最高的娱乐产品、点击量最高的动作冒险游戏预告片。Xbox360数字版于10月18日发行，是Xbox Live当天和当周最卖座的游戏。
在英国，本作是史上销售最快的游戏，五天内售出超过225万份，打破《使命召唤：黑色行动》200万份的生命同期纪录，打破其首日售出157万份，收益6500万英镑的纪录。两周内，游戏销量超过260万份，收益9000万英镑，占2013年9月销售游戏的52%。发行三周后，击败《侠盗猎车手IV》的生命周期销量。到了第四周，游戏成为销售超300万大关的产品，打破《使命召唤：黑色行动2》的生命周期纪录。游戏在北美同样成功，它是九月份最畅销的游戏，占软件销量52%，提高软件整体销量50%以上。
為了刺激預售數字，Rockstar Games與許多零售商合作推出限定版遊戲。這些「限定版」包括了特殊的包裝外盒、遊戲內的地圖，以及可解開特殊道具的密碼等贈品。發行商也與索尼合作推出了PlayStation 3主機組合，除了遊戲機本體之外，組合內還包括了《俠盜獵車手V》遊戲光碟、PlayStation Plus的30天會員資格，以及印有《俠盜獵車手V》圖樣的耳機。
在《俠盜獵車手V》上市後不久，Rockstar Games推出了iFruit手機應用程式。玩者可使用該程式自定遊戲中可使用的車輛、設計車牌號碼，此外也可養育遊戲中的小狗「小查」（Chop），訓練牠學會新的技能。
2015年8月母公司Take-Two公布銷售全平台達到5400萬套，超越了《超級瑪利歐兄弟》。
2017年11月母公司Take-Two公布GTAV全平台累計銷售已達8千5百萬套，超越《Wii Sports》成為暢銷電玩排行榜第三名。
在2018年11月，Rockstar宣布《侠盗猎车手V》的出貨數已突破1亿份，成为继《俄罗斯方块》和之后第三款出貨量达到1亿份的电子游戏。
2020年6月3日，母公司Take-Two公布GTAV全平台累计销售已经达到1.3亿套。
截至2021年5月18日，母公司Take-Two公布GTAV全平台累计销售已经达到1.45亿套。。
截至2024年11月7日，Take-Two Interactive Software 最新公布GTAV全球累計出貨已經突破2億500萬套。至2025年2月初達2億1000萬套。

## 爭議

### 酷刑刻画
该游戏一个名为“依計行事”的任务因涉及对犯人的虐待引发了巨大的争议。在该任务中，崔佛为了获取有关威胁FIB的亞塞拜然逃犯K先生的信息，对他实施了刑讯逼供。崔佛使用玩家选择的刑讯工具，但在K先生供出信息后，崔佛选择让他有逃脱的机会，而不是依FIB命令杀害他。在路上，崔佛表示刑讯是无效的手段，认为K先生即使没有受到刑讯也会提供信息给FIB。他指出刑讯是一种权力滥用，为了获取信息而自欺欺人的手段。
許多來自評論家的觀點也回應了這段任務內容，他們認為刑求的橋段和崔佛的談話是作為針對美國政府使用刑求的不滿，但任務本身的內容卻包含了不必要的暴力，同時也是沒有品味的。
IGN克薩·麥唐諾（Keza McDonald）認為這段任務是一個有效的諷刺，但實際遊玩時令人感到掙扎與難過，並覺得任務內容「沒有品味」。
Eurogamer的汤姆·布拉姆韦尔（Tom Bramwell）轉寫了一篇小論文，探討任務中的政治探討是否能正當化其暴力與令人不適的本質。他同意《俠盜獵車手》系列本身就頗具爭議特質，而之前的系列作品的第三人稱鏡頭讓玩者能與遊戲中的暴力分離，但「By the Book」中的近距離鏡頭與快速反應事件（QTE）的設計加深了暴力表現的衝擊性。他也提到《決勝時刻：現代戰爭2》中的「No Russian（别说俄语）」任務由於缺乏適當的背景脈絡而造成了許多爭議。最後他認為開發者有權利將這段任務放到遊戲中，但他也認為這是一段與遊戲其他內容脫節的「瑕疵橋段」。他认为该场景缺乏足够背景，将其功能概括为“硬伤”。
“免酷刑自由”的基斯·贝斯特表示，施刑的角色扮演“线索交叠”。英国工党议员议员基斯·瓦兹对未成年玩家可接触到的这一任务表示关注。汤姆·奇克则为酷刑镜头辩护，与“No Russian”关卡和2012年电影《刺杀本·拉登》不同，“By the Book”中酷刑的基本政治评论必定需要暴力内容。

### 性別歧視

#### 對女性的歧视
有些评论家得出游戏将女性描述得招人厌。佩蒂特在Gamespot写道，“跳脱衣舞、卖淫、折磨妻子、有幽默感的女友，愚蠢的新时代女权主义者”有厌恶女性的气息，并讽刺地表示厌女症已合法化。她的评论遭到2万名玩家的口诛笔伐，Change.org甚至要求其引咎辞职。同样，Polygon的普兰特认为，花边女性角色被塑造得带成见，“女性在游戏中的待遇是当代人的遗毒。”《洛杉矶时报》的托德·马丁认为对女性的讽刺性描写，缺乏创造性，认为暴力和性别歧视等主题，伤害到游戏体验。《Edge》指出，“游戏中的每一位女性的存在，或是被讥笑，或是被斜眼一瞥，或是被嘲讽，就像所有男性角色被处理得有暴力的刻板倾向。《VG247》的戴夫·库克在一篇评论中，加深了女性角色以刻板印象塑造的气氛：“她们待救助，满嘴脏话，容忍，被害，购物或打电话时聊八卦。”
佩蒂特的评论，引发对游戏中女性角色和批评游戏社区的防御性的广泛讨论。Eurogamer的罗布·费伊担心游戏的专题讨论会变得污名化，一旦玩家驳斥批评，称“游戏不仅关于女性，还事关每个人有机会去抢劫的智慧，我们该如何中立地看待这有趣的辩论……问题复杂……这彻头彻尾的无聊得让人沮丧，这种风险使得我们的游戏愚蠢且过于无聊。”记者汤姆·比塞尔同意佩蒂特“防御性的地位”，认为玩家对批评游戏的反应，比其他娱乐媒体的粉丝们更积极。Rockstar Games的联合创始人山姆·豪瑟表示开发团队有时会忽略女性在游戏中的写照，但男性角色的戏份“适合我们所讲的故事”。

#### 對跨性別者的歧視
Petit（为Kotaku撰写）和学者Ben Colliver批评了游戏对跨性别角色（跨性別女性）的描绘，将他们刻画成主要是肌肉发达的性工作者，称之为有害的跨性别刻板印象； Colliver写道，这种表现“并没有反映出通常规范跨性别者生活的复杂而微妙的结构”。2022年4月在PlayStation 5和Xbox Series X/S上重新发布的版本从游戏的所有部分中删除了这一内容，除了导演模式，这意味着角色模型是可访问的，但没有对话选项。一些记者认为这一删除可能是由LGBTQ+倡导团体Out Making Games撰写的一封公开信引起的，他们在阅读Petit的文章后要求删除该内容。该团体赞扬了Rockstar删除这一内容的决定。

### 侵权问题

#### 歌曲侵權
2013年10月，游戏因非法使用唱乐队Dogg Pound歌手Daz Dillinger的“C-Walk”和“Nothin' But the Cavi Hit”两支单曲而被告上法庭。

#### 肖像權侵犯
美国真人电视节目《黑幫之妻》演员凯伦·格拉瓦诺指控游戏未经其本人同意，滥用其肖像和故事。4月，Rockstar駁斥格拉瓦诺的訴求，指该诉讼抵触《宪法第一修正案》。同年7月，好莱坞女星林赛·罗韩向游戏公司发起侵权诉讼，认为游戏人物（一名描繪拿著手機的女人的圖）侵犯了其肖像权、声音和服装系列。

### 封禁與抵制

#### 中國大陸
2016年鬥魚、虎牙直播、熊貓TV禁止本作的直播，并且在中國大陸几乎所有的网购平台先後遭到禁售，并进行关键字屏蔽。2021年8月，bilibili等平台开始封锁与本作相关的关键字并大规模下架相关视频，相关百度贴吧“gta5吧”也于同年9月3日晚关闭。本作的百度百科词条也被删除。2023年，相关封锁有所减轻。

#### 澳大利亞
2022年12月，塔吉特百货和Kmart决定在其商店中撤回《侠盗猎车手V》（GTA V），这使得幸存的賣淫者们取得了一场胜利。这款游戏引起諸多争议，因为它包括与妓女发生性关系，然后杀害和抢劫她们的选项。
NorMAC支持妓女的请愿书，并呼吁抵制Target。在游戏中对妇女实施暴力引起了社会广泛关注，一些用户在社交媒体上为对妇女的暴力态度辩护。绯红联盟等性产业团体避免谴责游戏，而NorMAC呼吁关注妇女暴力的团体反对描绘性产业中妇女的暴力的游戏。
有遊戲評論者認為這不應為禁止訪問該遊戲的理由。由于游戏从塔吉特百货和Kmart撤回，一些支持游戏的人在网上发起了反对请愿书，对那些支持游戏撤回的人进行言语威胁。Simone表示这不是审查问题，而是仇恨言論问题，支持《侠盗猎车手V》的人在使用仇恨言论攻击性产业从业者。NorMAC呼吁澳大利亚所有关心妇女暴力的团体反对任何贬低性产业从业者或宣扬对妇女暴力的游戏。
Take-Two Interactive對澳大利亞部分零售商從貨架上移除《俠盜獵車手5》的決定表示失望。該公司總裁卡爾·斯拉托夫表示，推動停止銷售這款開放世界遊戲“違背了自由社會一切基於的價值觀”。

## 后续影响
评论家一致认为，《侠盗猎车手V》是第七世代游戏机的杰出游戏之一，是第八世代遊戲主機中最佳的遊戲之一，也是第八代遊戲主機出現之前的絕佳作品。Polygon觀察到這款遊戲將成為“當前和未來遊戲之間的橋樑”，称其为“当代的完結，后代的基準”。VideoGamer.com的西蒙·米勒将其视为“游戏机周期的最终绝唱”，给“下一代產生深遠影響”。发布后三天，游戏在IGN的“25大Xbox 360游戏”榜单中位列第二。编辑瑞恩·麦卡弗利认为，开放世界的规模和细节，被大多数其他的Xbox 360游戏继承。他认为，本作“无论是对玩家还是媒体，其本身就是一个胜利，应得巨大成功。”《Hardcore Gamer》在“当代100款最佳遊戲”榜单中将本作位列第三。他们指出游戏改进了设计和驾驶机制優於前作。他们还认为，多主角设计“是一個可喜变化”，并可能是第八代游戏的基準。2013年12月，《每日电讯报》将本作列入“当代游戏机的50大最佳游戏”，称其为“文化巨兽”，将是“Rockstar的永恒遗产。”
2014年1月，本作在《电脑与电子游戏》“20-1年代游戏”榜单中位列第四。编辑罗布·克罗斯利表示，Rockstar首次创造了“極其美麗”的开放世界。他指出，游戏废除《侠盗猎车手IV》的重复性人物设计，而专注于游戏的乐趣。在2015年5月，IGN將其列為“本世代100款最佳遊戲”中的第八名，並稱其為“巨大、喧鬧、野心勃勃的橋樑，通向第八世代遊戲主機”。”。随后一个月，本作被IGN读者评为“一代人的百佳游戏”。8月，Game Informer将本作在“一代人的游戏：您的百佳游戏”中位列第三。他们将本作的品质与前作比较，认为它多種角色、多样任务和多人游戏超越了《侠盗猎车手IV》在榜单中的位置。他們談到遊戲故事的荒謬戲劇性和開放世界的廣大，稱玩這款遊戲「一秒都不後悔」”。11月，Edge將其評為其世代的第五佳遊戲，並評論說「沒有其他遊戲工作室敢嘗試在其傳統中製作開放世界遊戲，因為根本無法達到[其]標準的可能性」。2015年，該出版物將其評為史上第二偉大的遊戲。這款遊戲在由公眾決定的多個最佳遊戲榜單上排名靠前；它在Empire的「史上100大遊戲」榜單上名列第八，並在Good Game的「100大遊戲」榜單上由雜誌和節目的受眾投票排名第五。儘管在一年前發行，它仍然是2015年推文最多的遊戲。
2022年2月，Rockstar確認了《俠盜獵車手VI》的開發；遊戲於2023年12月正式公布首部预告片。

### 研究用途
這款遊戲被Intel Labs用於一項研究，他們提出了一種利用神經網絡增強遊戲圖形的方法。